# Blepharita adjuncta
Blepharita adjuncta är en fjärilsart som beskrevs av Moore 1881. Blepharita adjuncta ingår i släktet Blepharita och familjen nattflyn. Inga underarter finns listade i Catalogue of Life.